# Kelly Minkin
Kelly Julia Minkin (* 29. März 1987 in Waukesha, Wisconsin) ist eine professionelle US-amerikanische Pokerspielerin. Sie wurde 2015 vom Global Poker Index als Spielerin des Jahres ausgezeichnet.

## Persönliches
Minkin wuchs in Milwaukee auf und zog im Alter von acht Jahren gemeinsam mit ihren Eltern und ihren zwei Brüdern nach Phoenix. Sie besuchte die University of Arizona in Tucson und machte im Jahr 2010 Abschlüsse in Molekularbiologie und Zellbiologie. Anschließend schrieb sie sich an der Arizona Summit Law School ein und schloss 2014 ein Jurastudium ab. Danach arbeitete Minkin in der Anwaltskanzlei Kent & Wittekind, P.C. in Phoenix. Sie ist mit dem Basketballspieler Landen Lucas liiert. Die beiden wurden im Januar 2021 Eltern eines Sohnes.

## Pokerkarriere
Minkin besuchte während ihrer Collegezeit mit ihrem damaligen Freund gelegentlich das örtliche Casino. Als sich dieser mehr für Basketball zu interessieren begann, ging Minkin regelmäßig allein in die Spielbank und spielte sich bei den Einsätzen langsam hoch. Im August 2013 spielte Minkin mit der Arizona State Poker Championship in Scottsdale ihr erstes Live-Turnier, nachdem ihr Vater sie dazu ermutigt hatte. Dort belegte sie den zweiten Platz von 1299 Spielern und erhielt ein Preisgeld von über 150.000 US-Dollar.
Fortan spielte Minkin häufig regionale Pokerturniere. Im Januar 2015 gewann sie ein Turnier im Rahmen des L.A Poker Classic in Los Angeles mit einer Siegprämie von rund 55.000 US-Dollar. Nur eine Woche später erreichte sie beim Main Event der World Poker Tour (WPT) in Hollywood, Florida, den Finaltisch und beendete das Turnier auf dem dritten Platz für ein Preisgeld von über 260.000 US-Dollar, dem bisher höchsten ihrer Pokerkarriere. Im Juni 2015 war sie erstmals bei der World Series of Poker (WSOP) im Rio All-Suite Hotel and Casino am Las Vegas Strip erfolgreich und kam zunächst bei drei Turnieren in der Variante No Limit Hold’em ins Geld. Im Juli 2015 spielte sie das WSOP-Main-Event mit einem Buy-in von 10.000 US-Dollar. Dort erreichte sie den sechsten Turniertag und schied als beste Frau auf dem 29. Platz aus. Dafür erhielt sie ein Preisgeld von rund 210.000 US-Dollar. In der Rangliste des Global Poker Index Player of the Year 2015 belegte Minkin am Jahresende als beste Frau den 250. Platz und erhielt daher Ende Februar 2016 bei den American Poker Awards in Beverly Hills die Auszeichnung als GPI Female Player of the Year. Mitte Dezember 2017 belegte Minkin beim Main Event des WSOP-Circuits in Los Angeles den dritten Platz für knapp 100.000 US-Dollar Preisgeld. Bei der WSOP 2018 erreichte sie ihren ersten WSOP-Finaltisch und wurde beim Tag-Team-Event gemeinsam mit Loni Hui und Haixia Zhang Neunte für ein geteiltes Preisgeld von 12.700 US-Dollar. Zwei Wochen später erreichte Minkin im Main Event als einzige Frau den sechsten Turniertag und belegte dort den 50. Platz für mehr als 150.000 US-Dollar. Ende Oktober 2018 wurde sie beim WPT-Main-Event in Jacksonville Dritte und erhielt ein Preisgeld von knapp 150.000 US-Dollar.
Insgesamt hat sich Minkin mit Poker bei Live-Turnieren mehr als 1,5 Millionen US-Dollar erspielt. Zudem ist sie regelmäßig beim US-amerikanischen Fernsehformat Poker After Dark zu sehen.